# Ultramikroskop
Als Ultramikroskop werden spezielle Varianten eines Dunkelfeldmikroskops zur Beobachtung von sehr kleinen Objekten bezeichnet, die mit einem abbildenden Lichtmikroskop alleine nicht zu erkennen wären. Dazu gehören z. B. kolloide Teilchen, Nebeltröpfchen oder Rauchpartikel.
Der Begriff „Ultramikroskopie“ kam um 1900 auf. Er bezeichnete die mikroskopische Untersuchung sogenannter „Ultramikronen“ – Partikel, die kleiner sind als die Auflösungsgrenze der Lichtmikroskopie. In der Mikroskopie wird unterschieden zwischen Auflösung und Nachweisbarkeit. Auflösung bedeutet, dass gesehen werden kann, ob eine oder zwei getrennte Strukturen vorliegen. Bei klassischer Lichtmikroskopie liegt die Auflösungsgrenze bei etwa 0,2 Mikrometer. Sehr viel kleinere Objekte können nachgewiesen werden, wenn sie helle Signale vor dunklem Hintergrund erzeugen. Dies kann bei Dunkelfeldmikroskopie oder Fluoreszenzmikroskopie der Fall sein. Es kann dann aber nicht aufgelöst werden, ob das Signal von nur einem oder von mehreren benachbarten Objekten kommt.
Eine Variante ist das Spaltultramikroskop, das Henry Siedentopf und Richard Adolf Zsigmondy Anfang des 20. Jahrhunderts entwickelten. Bei Beleuchtung mit hellem Sonnenlicht konnten die beiden Wissenschaftler 1902 in Rubingläsern Partikel von unter 4 Nanometern Größe nachweisen. In der Folge wurde das Ultramikroskop von Zsigmondy im Jahre 1912 zum Immersionsultramikroskop weiterentwickelt und ermöglichte die Beobachtung von Nanopartikeln in (wässriger) Lösung.
Zsigmondy erhielt 1925 für seine mit Ultramikroskopie durchgeführten Forschungen zu Kolloiden den Chemie-Nobelpreis.
Im 21. Jahrhundert wird die Bezeichnung Ultramikroskop manchmal für Lichtscheibenmikroskope verwendet, eine Variante eines Fluoreszenzmikroskops bei dem ähnlich wie bei einem Spaltultramikroskop nur eine Ebene des Präparates beleuchtet wird.

## Aufbau des Spaltultramikroskops
Die Beobachtungsobjekte werden in einem Gas oder einer Flüssigkeit suspendiert. Sie werden in einer möglichst dunklen, absorbierenden Umgebung mit einem abbildenden Lichtmikroskop beobachtet und dabei senkrecht zur Beobachtungsachse mit einem konvergenten Lichtbündel beleuchtet. Die Streuung des Lichtbündels an den suspendierten Beobachtungsobjekten entspricht dem Tyndall-Effekt, weshalb das Lichtbündel auch Tyndall-Kegel genannt wird. Dieses Lichtbündel ist im Sichtfeld des Mikroskops fokussiert und erzeugt im Beobachtungsvolumen an jedem einzelnen beobachteten Partikel Lichtstreuung, die dann beobachtet wird.
Da die Beobachtungsobjekte kleiner sind als die Auflösungsgrenze des abbildenden Mikroskops erzeugen sie Beugungsringe, die im abbildenden Mikroskop als helle Flecken vor dem dunklen Hintergrund erscheinen.

## Verwendung
Ultramikroskope wurden verwendet zur Untersuchung der Brownschen Molekularbewegung, im Millikan-Experiment zur Bestimmung der Elementarladung und zur Beobachtung von Teilchenspuren in Nebelkammern.
Die Beleuchtungsgeometrie des Spaltultramikroskops wurde im Laufe der 1990er- und 2000er-Jahre in der Fluoreszenzmikroskopie aufgegriffen und wird heute in der Lichtscheibenmikroskopie angewendet.